# Thalusia erythromera
Thalusia erythromera är en skalbaggsart som först beskrevs av Audinet-serville 1834.  Thalusia erythromera ingår i släktet Thalusia och familjen långhorningar.
Artens utbredningsområde är Paraguay. Inga underarter finns listade i Catalogue of Life.